# John Kameel Farah
John Kameel Farah (* 1973 in Brampton, Ontario) ist ein kanadischer Komponist und Pianist, dessen Arbeit Elemente aus der barocken und frühzeitlichen Musik, aus experimenteller und zeitgenössischer Klassik, Improvisation, Musik aus dem Nahen Osten und elektronischer Musik enthält.

## Biografie
Farah ist der Sohn eingewanderter palästinensischer Eltern. Schon in jungen Jahren begann er aufgrund seiner Begeisterung für Bach mit Klavierunterricht und zeigte auch Interesse am Komponieren. Als Teenager begann er mit Fragmenten klassischer Musik und arabischer Musik zu experimentieren. Er studierte Klavier und Komposition an der Universität von Toronto, wo er zwei Mal den Glenn Gould Composition Award erhielt. Während seines Studiums konzentrierte er sich insbesondere auf die Arbeit früher Keyboard-Komponisten sowie auf Komponisten des 20. Jahrhunderts und der Avantgarde, deren Stile er in seine eigenen Kompositionen und Improvisationen integrierte. Im Jahr 1998 führte er die Soloklavierwerke von Arnold Schönberg auf. 
Nach Abschluss seines Studiums begann er Privatunterricht mit dem Komponisten Terry Riley in Kalifornien. In Toronto spielte er viel in der Jazz-Improvisationsszene, komponierte jedoch weiter Solo- und Kammermusik. Aufgrund seiner Faszination für Ambient, Drum&Bass, Techno und EDM begann er, auch elektronische Elemente in seine Musik mit aufzunehmen. 
Inzwischen spezialisiert sich Farah auf Live-Solokonzerte, bei denen er sein Klavier mit Synthesizern umgibt und die Klaviermusik elektronisch filtert und Effekte einsetzt. 
Er komponierte Musik für die kanadische Choreographin Peggy Baker sowie für den Astrophysiker John Dubinski für das Projekt Gravitas. 2009 wurde er Mitglied des Canadian Electronic Ensemble.
Des Weiteren ist Farah auch ein Visual Artist und hat viele seiner Konzerte mit Live-Projektionen seiner Zeichnungen untermalt.

## Diskographie
- Time Sketches, 2017 (Neue Meister/Edel Kultur)
- Between Carthage and Rome, 2015 (Bosworth Records)
- Strands, 2015 (self-released)
- Bluffers Lookout, 2014 (self-release with the Canadian Electronic Ensemble)
- Pieces of the Earth, 2011 (self-released with pianist Attila Fias)
- Unfolding, 2009 (Dross:tik Records)
- Creation, 2006 (self-released)